# Peperomia versicolor
Peperomia versicolor är en pepparväxtart som beskrevs av William Trelease. Peperomia versicolor ingår i släktet peperomior, och familjen pepparväxter. Inga underarter finns listade i Catalogue of Life.